# بين ديفيز (مغني أوبرا)
بين ديفيز (بالإنجليزية: Ben Davies)‏ (و. 1858 – 1943 م) هو مغني أوبرا، ومغني من المملكة المتحدة، وويلز، والمملكة المتحدة لبريطانيا العظمى وأيرلندا، ولد في سوانزي، توفي في لندن، عن عمر يناهز 85 عاماً.

## التعليم
تعلم في الأكاديمية الملكية للموسيقى
.